# Ryūzō Hiraki
Ryūzō Hiraki (jap. 平木隆三 Hiraki Ryūzō; ur. 7 października 1931 w Sakai, zm. 2 stycznia 2009 w Toyocie) – japoński piłkarz grający na pozycji obrońcy.

## Kariera klubowa
W latach 1954–1956 był zawodnikiem Kwangaku Club, a w latach 1958–1966 grał w Furukawa Electric Jokohama.

## Kariera reprezentacyjna
W latach 1954–1962 rozegrał 30 meczów w reprezentacji Japonii i strzelił 1 gola. W 1956 wraz z kadrą wystąpił na igrzyskach olimpijskich, na których Japończycy zajęli 9. miejsce. Był też w składzie na igrzyska olimpijskie w 1964, ale z powodu kontuzji na nich nie zagrał.

## Losy po zakończeniu kariery
W latach 1962–1966 pełnił funkcję grającego trenera Furukawa Electric. W 1968 był odpowiedzialny za analizę przeciwnika podczas igrzysk olimpijskich. Trenował również młodzieżową kadrę Japonii oraz reprezentację Japonii B. W latach 80. był dyrektorem wykonawczym japońskiego związku piłki nożnej, pracował także jako komentator sportowy w Nikkan TV. W latach 1992–1993 był trenerem Nagoya Grampus. W 2005 został wpisany do Japan Football Hall of Fame. Zmarł 2 stycznia 2009 w Toyocie na zapalenie płuc. Pochowany został 5 stycznia 2009.

## Statystyki
| Reprezentacja Japonii | Reprezentacja Japonii | Reprezentacja Japonii |
| Rok                   | Mecze                 | Gole                  |
| --------------------- | --------------------- | --------------------- |
| 1954                  | 3                     | 0                     |
| 1955                  | 4                     | 0                     |
| 1956                  | 3                     | 0                     |
| 1957                  | 0                     | 0                     |
| 1958                  | 4                     | 0                     |
| 1959                  | 10                    | 1                     |
| 1960                  | 1                     | 0                     |
| 1961                  | 2                     | 0                     |
| 1962                  | 3                     | 0                     |
| Razem                 | 30                    | 1                     |